# Округ Џексон (Мичиген)
Округ Џексон (енгл. Jackson County) је округ у америчкој савезној држави Мичиген.

## Демографија
По попису из 2010. године број становника је 160.248, што је 1.826 (1,2%) становника више него 2000. године.
| Група             | 2000.           | 2010.           |
| Белци             | 138.528 (87,4%) | 137.588 (85,9%) |
| Афроамериканци    | 12.543 (7,9%)   | 12.739 (7,9%)   |
| Азијати           | 840 (0,5%)      | 1.137 (0,7%)    |
| Хиспаноамериканци | 3.493 (2,2%)    | 4.837 (3,0%)    |
| Укупно            | 158.422         | 160.248         |